# Proboscidactyla mutabilis
Proboscidactyla mutabilis är en nässeldjursart som först beskrevs av Browne 1902.  Proboscidactyla mutabilis ingår i släktet Proboscidactyla och familjen Proboscidactylidae. Inga underarter finns listade i Catalogue of Life.